# Championnat des Amériques masculin de basket-ball des moins de 18 ans 2010
Navigation
Argentine 2008 Brésil 2012
Le championnat des Amériques masculin de basket-ball des moins de 18 ans 2010 se déroule à San Antonio aux États-Unis du 26 au 30 juin 2010. Il s'agit de la septième édition de la compétition, instaurée en 1990.

## Équipes participantes

### Qualifications
8 équipes, issues des différentes zones de qualification du Championnat des Amériques U18, sont qualifiées pour cette compétition.
| Mode de qualification                                                                  | Places | Nations qualifiées                             |
| -------------------------------------------------------------------------------------- | ------ | ---------------------------------------------- |
| Hôte du championnat des Amériques U18 2010                                             | 1      | États-Unis                                     |
| Qualifications Championnat des Amériques U18 2010 (Zone Amérique du Nord)              | 1      | Canada                                         |
| Qualifications Championnat des Amériques U18 2010 (Zone Amérique centrale et Caraïbes) | 3      | Îles Vierges des États-Unis Mexique Porto Rico |
| Qualifications Championnat des Amériques U18 2010 (Zone Amérique du Sud)               | 3      | Argentine Brésil Uruguay                       |

## Rencontres

### Premier tour
Légende des classements
- Qualifié pour les demi-finales
- Qualifié pour les matches de classement

#### Groupe A
| Rang | Équipe     | Pts | J | G | P | Pp  | Pc  | Diff |  | Résultats (dom.\ext.) |   |       |       |        |
| ---- | ---------- | --- | - | - | - | --- | --- | ---- |  | --------------------- | - | ----- | ----- | ------ |
| 1    | Brésil     | 6   | 3 | 3 | 0 | 232 | 195 | 37   |  | Brésil                |   | 83-78 | 71-64 | 78-53  |
| 2    | Canada     | 5   | 3 | 2 | 1 | 254 | 218 | 36   |  | Canada                | - |       | 76-52 | 100-83 |
| 3    | Uruguay    | 4   | 3 | 1 | 2 | 183 | 201 | -18  |  | Uruguay               | - | -     |       | 67-54  |
| 4    | Porto Rico | 3   | 3 | 0 | 3 | 190 | 245 | -55  |  | Porto Rico            | - | -     | -     |        |

#### Groupe B
| Rang | Équipe                      | Pts | J | G | P | Pp  | Pc  | Diff |  | Résultats (dom.\ext.)       |   |       |        |        |
| ---- | --------------------------- | --- | - | - | - | --- | --- | ---- |  | --------------------------- | - | ----- | ------ | ------ |
| 1    | États-Unis                  | 6   | 3 | 3 | 0 | 333 | 168 | 165  |  | États-Unis                  |   | 88-67 | 131-63 | 114-38 |
| 2    | Argentine                   | 5   | 3 | 2 | 1 | 227 | 191 | 36   |  | Argentine                   | - |       | 82-50  | 78-53  |
| 3    | Îles Vierges des États-Unis | 4   | 3 | 1 | 2 | 201 | 291 | -90  |  | Îles Vierges des États-Unis | - | -     |        | 88-78  |
| 4    | Mexique                     | 3   | 3 | 0 | 3 | 169 | 280 | -111 |  | Mexique                     | - | -     | -      |        |

### Tableau final
|  | Demi-finales | Demi-finales | Demi-finales | Demi-finales |                               |        | Finale       | Finale       | Finale       | Finale       |
|  |              |              |              |              |                               |        |              |              |              |              |
|  | 29 juin 2010 | 29 juin 2010 | 29 juin 2010 | 29 juin 2010 |                               |        | 30 juin 2010 | 30 juin 2010 | 30 juin 2010 | 30 juin 2010 |
|  | A1           | Brésil       | 70           | 70           |                               |        | 30 juin 2010 | 30 juin 2010 | 30 juin 2010 | 30 juin 2010 |
|  | A1           | Brésil       | 70           | 70           |                               |        | 30 juin 2010 | 30 juin 2010 | 30 juin 2010 | 30 juin 2010 |
|  | B2           | Argentine    | 56           | 56           |                               |        | 30 juin 2010 | 30 juin 2010 | 30 juin 2010 | 30 juin 2010 |
|  | B2           | Argentine    | 56           | 56           | Brésil                        | Brésil | 78           | 78           |              |              |
|  | 29 juin 2010 |              |              |              | Brésil                        | Brésil | 78           | 78           |              |              |
|  |              |              | États-Unis   | États-Unis   | 81                            | 81     |              |              |              |              |
|  | B1           | États-Unis   | États-Unis   | États-Unis   | 81                            | 81     | 122          | 122          |              |              |
|  | B1           | États-Unis   |              |              |                               |        |              | 122          |              |              |
|  | A2           | Canada       | 89           | 89           |                               |        |              |              |              |              |
|  | A2           | Canada       | 89           | 89           | Match pour la troisième place |        |              |              |              |              |
|  |              |              |              |              |                               |        |              |              |              |              |
|  | 30 juin 2010 |              |              |              |                               |        |              |              |              |              |
|  | Argentine    | Argentine    | 83           | 83           |                               |        |              |              |              |              |
|  | Argentine    | Argentine    | 83           | 83           |                               |        |              |              |              |              |
|  | Canada       | Canada       | 86           | 86           |                               |        |              |              |              |              |
|  | Canada       | Canada       | 86           | 86           |                               |        |              |              |              |              |

### Matches de classement

#### Matches pour la5eplace
|  | Tour de classement 5e - 8e  | Tour de classement 5e - 8e  | Tour de classement 5e - 8e | Tour de classement 5e - 8e |                        |         | Match pour la 5e place | Match pour la 5e place | Match pour la 5e place | Match pour la 5e place |
|  |                             |                             |                            |                            |                        |         |                        |                        |                        |                        |
|  | 29 juin 2010                | 29 juin 2010                | 29 juin 2010               | 29 juin 2010               |                        |         | 30 juin 2010           | 30 juin 2010           | 30 juin 2010           | 30 juin 2010           |
|  | Uruguay                     | Uruguay                     | 106                        | 106                        |                        |         | 30 juin 2010           | 30 juin 2010           | 30 juin 2010           | 30 juin 2010           |
|  | Uruguay                     | Uruguay                     | 106                        | 106                        |                        |         | 30 juin 2010           | 30 juin 2010           | 30 juin 2010           | 30 juin 2010           |
|  | Mexique                     | Mexique                     | 63                         | 63                         |                        |         | 30 juin 2010           | 30 juin 2010           | 30 juin 2010           | 30 juin 2010           |
|  | Mexique                     | Mexique                     | 63                         | 63                         | Uruguay                | Uruguay | 78                     | 78                     |                        |                        |
|  | 29 juin 2010                |                             |                            |                            | Uruguay                | Uruguay | 78                     | 78                     |                        |                        |
|  |                             |                             | Porto Rico                 | Porto Rico                 | 64                     | 64      |                        |                        |                        |                        |
|  | Îles Vierges des États-Unis | Îles Vierges des États-Unis | Porto Rico                 | Porto Rico                 | 64                     | 64      | 79                     | 79                     |                        |                        |
|  | Îles Vierges des États-Unis | Îles Vierges des États-Unis |                            |                            |                        |         |                        | 79                     |                        |                        |
|  | Porto Rico                  | Porto Rico                  | 87                         | 87                         |                        |         |                        |                        |                        |                        |
|  | Porto Rico                  | Porto Rico                  | 87                         | 87                         | Match pour la 7e place |         |                        |                        |                        |                        |
|  |                             |                             |                            |                            |                        |         |                        |                        |                        |                        |
|  | 30 juin 2010                |                             |                            |                            |                        |         |                        |                        |                        |                        |
|  | Mexique                     | Mexique                     | 86                         | 86                         |                        |         |                        |                        |                        |                        |
|  | Mexique                     | Mexique                     | 86                         | 86                         |                        |         |                        |                        |                        |                        |
|  | Îles Vierges des États-Unis | Îles Vierges des États-Unis | 89                         | 89                         |                        |         |                        |                        |                        |                        |
|  | Îles Vierges des États-Unis | Îles Vierges des États-Unis | 89                         | 89                         |                        |         |                        |                        |                        |                        |

## Classement final
| Place                        | Équipe                      | Vict.-Déf. |
| ---------------------------- | --------------------------- | ---------- |
| Médaille d'or, Amérique      | États-Unis                  | 5 - 0      |
| Médaille d'argent, Amérique  | Brésil                      | 4 - 1      |
| Médaille de bronze, Amérique | Canada                      | 3 - 2      |
| 4                            | Argentine                   | 2 - 3      |
| 5                            | Uruguay                     | 3 - 2      |
| 6                            | Porto Rico                  | 1 - 4      |
| 7                            | Îles Vierges des États-Unis | 2 - 3      |
| 8                            | Mexique                     | 0 - 5      |

- Qualification pour la Coupe du Monde U19 2011

## Leaders statistiques

### Points
| Place | Nom           | Équipe                      | PPM  |
| ----- | ------------- | --------------------------- | ---- |
| 1     | Aaron Brown   | Îles Vierges des États-Unis | 26,0 |
| 2     | Iván Loriente | Uruguay                     | 22,4 |
| 3     | Myck Kabongo  | Canada                      | 21,0 |
| 4     | Austin Rivers | États-Unis                  | 20,2 |
| 5     | Kyle Wiltjer  | Canada                      | 17,5 |

### Rebonds
| Place | Nom             | Équipe     | RPM  |
| ----- | --------------- | ---------- | ---- |
| 1     | Lucas Nogueira  | Brésil     | 10,0 |
| 2     | Quincy Miller   | États-Unis | 9,2  |
| 3     | Mathías Calfani | Uruguay    | 8,8  |
| 4     | Khem Birch      | Canada     | 8,2  |
| 5     | Myck Kabongo    | Canada     | 8,0  |

### Passes décisives
| Place | Nom                | Équipe     | PDPM |
| ----- | ------------------ | ---------- | ---- |
| 1     | Raul Neto          | Brésil     | 5,2  |
| 2     | Myck Kabongo       | Canada     | 5,0  |
| 3     | Carmelo Betancourt | Porto Rico | 4,6  |
| 4     | Juan Giaveno       | Argentine  | 4,3  |
| 5     | Kyrie Irving       | États-Unis | 4,2  |

### Contres
| Place | Nom               | Équipe                      | CPM |
| ----- | ----------------- | --------------------------- | --- |
| 1     | Lucas Nogueira    | Brésil                      | 5,4 |
| 2     | Khem Birch        | Canada                      | 3,5 |
| 3     | Chris Ortiz       | Porto Rico                  | 1,8 |
| 4     | Tony Mitchell     | États-Unis                  | 1,4 |
| 5     | Patricio Garino   | Argentine                   | 1,2 |
| 5     | Charles Pemberton | Îles Vierges des États-Unis | 1,2 |
| 5     | Matt López        | Porto Rico                  | 1,2 |

### Interceptions
| Place | Nom                | Équipe                      | IPM |
| ----- | ------------------ | --------------------------- | --- |
| 1     | Iván Loriente      | Uruguay                     | 2,8 |
| 2     | Gary Browne        | Porto Rico                  | 2,6 |
| 3     | Aaron Brown        | Îles Vierges des États-Unis | 2,3 |
| 4     | DeJuan Marrero     | Porto Rico                  | 2,2 |
| 5     | Carmelo Betancourt | Porto Rico                  | 2,2 |
| 5     | Austin Rivers      | États-Unis                  | 2,2 |
| 5     | Salim Ross         | Îles Vierges des États-Unis | 2,2 |

## Récompenses
MVP de la compétition (meilleur joueur) Quincy Miller
Meilleur cinq de la compétition
- Myck Kabongo
- Austin Rivers
- Quincy Miller
- Jereme Richmond
- Lucas Nogueira